# Ischasia pouteriae
Ischasia pouteriae là một loài bọ cánh cứng trong họ Cerambycidae.